# Le Cocu magnifique (téléfilm, 1999)
Pour les articles homonymes, voir Le Cocu magnifique.
Le Cocu magnifique est un téléfilm français réalisé par Pierre Boutron, diffusé en France en 1999.

## Synopsis
a la fin de la 1er guerre mondial un triangle amoureux se declenche entre les 2 freres et la femme.

## Fiche technique
- Réalisation : Pierre Boutron
- Scénario : Bertrand Poirot-Delpech et Pierre Boutron, d'après l'œuvre de Fernand Crommelynck
- Photographie : André Neau
- Musique : Jean-Marie Sénia
- Montage : Robert Coursez
- Décors : Jean-Pierre Clech
- Costumes : Michèle Richer
- Durée : 90 minutes
- genre : Comédie dramatique

## Distribution
- Isabelle Carré : Stella
- Sagamore Stévenin : Bruno
- Hardy Krüger Jr. : Petrus
- Yves Pignot : le maire
- Sebastian Koch : Estrugo
- Daniel Martin : Marelier
- Patrick Massieu : Marcel, le boucher
- Jacques Bondoux : Nono, le cafetier
- Philippe Morier-Genoud : le comte
- Vincent Martin : le bouvier
- Janine Souchon : Mamine